# The Show (programa de televisión)
The Show (en hangul, 더 쇼) es un programa de música de Corea del Sur emitido por SBS MTV desde el 15 de abril de 2011 hasta la actualidad. Es presentado los martes, en directo a las 18:00 h. (KST) desde el SBS Prism Tower, ubicado en Sangam Dong, Seúl.

## Sistema de calificación
El sistema de calificación de The Show se puso en marcha al comienzo de la cuarta temporada del programa, el 28 de octubre de 2014. Los cinco nominados se eligen de entre los artistas que participan en el programa esa semana y el ganador se elige siguiendo los siguientes criterios:
2014-2017
- Pre-votación 85% (40% Digital, 20% Vídeo musical, 15% Puntuación de expertos, 10% Álbum físico).
- Votación en vivo (15%).

2018-2020
- Pre-votación 90% (40% Digital, 20% Vídeo musical, 15% Puntuación de expertos, 10% Álbum físico, 5% Votos App. Starpass)
- Votación en vivo (App. Starplay) (sólo para los nominados finales) 10%

2021–presente
- Pre-votación 85% (40% Digital, 20% Vídeo musical, 15% Transmisión, 10% Álbum físico, Votos App. Starpass)
- Votación en vivo por mensaje de texto - App. Starpass (15%)

## Temporadas
| Temporada | Temporada | Episodios | Episodios | Emisión original      | Emisión original        |
| Temporada | Temporada | Episodios | Episodios | Primera emisión       | Última emisión          |
| --------- | --------- | --------- | --------- | --------------------- | ----------------------- |
|           | 2014      | 10        | 10        | 28 de octubre de 2014 | 16 de diciembre de 2014 |
|           | 2015      | 46        | 46        | 13 de enero de 2015   | 8 de diciembre de 2015  |
|           | 2016      | 42        | 42        | 26 de enero de 2016   | 6 de diciembre de 2016  |
|           | 2017      | 37        | 37        | 7 de febrero de 2017  | 28 de noviembre de 2017 |
|           | 2018      | 38        | 38        | 23 de enero de 2018   | 4 de diciembre de 2018  |
|           | 2019      | 40        | 40        | 22 de enero de 2019   | 3 de diciembre de 2019  |
|           | 2020      | 35        | 35        | 11 de febrero de 2020 | 15 de diciembre de 2020 |
|           | 2021      | 36        | 36        | 26 de enero de 2021   | 14 de diciembre de 2021 |
|           | 2022      | 31        | 31        | 25 de enero de 2022   | 22 de noviembre de 2022 |
|           | 2023      | 27        | 27        | 21 de febrero de 2023 | 10 de octubre de 2023   |
|           | 2024      | 25        | 25        | 20 de febrero de 2024 | 3 de diciembre de 2024  |

## Ganadores de The Show Choice

### Artistas con más primeros lugares
| Pos.                                      | Artista    | Victorias | Actividad     |
| ----------------------------------------- | ---------- | --------- | ------------- |
| 1.º                                       | GFriend    | 16        | 2015-2021     |
| 2.º                                       | VIXX       | 14        | 2012-presente |
| 3.º                                       | Apink      | 9         | 2011-presente |
| 3.º                                       | Oh My Girl | 9         | 2015-presente |
| 3.º                                       | Monsta X   | 9         | 2015-presente |
| 3.º                                       | Iz*One     | 9         | 2018-2021     |
| 4.º                                       | EXID       | 8         | 2012-presente |
| 4.º                                       | Got7       | 8         | 2014-presente |
| 4.º                                       | Red Velvet | 8         | 2014-presente |
| 5.º                                       | Mamamoo    | 7         | 2014-presente |
| 5.º                                       | (G)I-dle   | 7         | 2018-presente |
| Última actualización: 1 de marzo de 2023. |            |           |               |

## Presentadores
| Período                | Período                  | Presentador(es)                                                 | Ref.          |
| Inicio                 | Final                    | Presentador(es)                                                 | Ref.          |
| ---------------------- | ------------------------ | --------------------------------------------------------------- | ------------- |
| 15 de abril de 2011    | 30 de septiembre de 2011 | Luna (f(x)), Jun Hyo-sung (Secret)                              |               |
| 7 de octubre de 2011   | 16 de diciembre de 2011  | Himchan, Hyeri (Girl's Day)                                     |               |
| 23 de marzo de 2012    | 19 de octubre de 2012    | Minhyuk (BtoB), Sungjae (BtoB)                                  | [ 3 ]         |
| 26 de octubre de 2012  | 21 de diciembre de 2012  | Zico (Block B), P.O (Block B)                                   | [ 4 ]         |
| 8 de octubre de 2013   | 27 de mayo de 2014       | Gyuri (Kara), Han Seung-yeon (Kara)                             |               |
| 3 de junio de 2013     | 21 de octubre de 2014    | Ji Yeon (T-ara), Hyeri (Girl's Day), Jung Wook                  | [ 5 ]         |
| 28 de octubre de 2014  | 20 de enero de 2015      | Ji Yeon (T-ara), Hyeri (Girl's Day), Zhou Mi (Super Junior-M)   | [ 6 ]         |
| 3 de marzo de 2015     | 13 de octubre de 2015    | Ji Yeon (T-ara), Lee Hong Bin (VIXX), Zhou Mi (Super Junior-M)  | [ 6 ]         |
| 26 de enero de 2016    | 2 de agosto de 2016      | Zhou Mi (Super Junior-M), Yerin (GFriend)                       |               |
| 9 de agosto de 2016    | 6 de septiembre de 2016  | Yerin (GFriend)                                                 |               |
| 11 de octubre de 2016  | 25 de abril de 2017      | Somi, Wooshin                                                   | [ 7 ] [ 8 ]   |
| 16 de mayo de 2017     | 29 de agosto de 2017     | P.O, Jeonghwa (EXID), Yeonwoo (Momoland)                        | [ 9 ]         |
| 17 de octubre de 2017  | 8 de mayo de 2018        | Youngjae, JooE (Momoland), Hohyeon (TRCNG)                      | [ 10 ]        |
| 22 de mayo de 2018     | 23 de octubre de 2018    | Yeeun (CLC), Jeno (NCT), Jin Longguo                            | [ 11 ]        |
| 30 de octubre de 2018  | 26 de noviembre de 2019  | Yeeun (CLC), Jeno (NCT)                                         | [ 12 ]        |
| 3 de diciembre de 2019 | 4 de febrero de 2020     | TAG (Golden Child), Dayoung (Cosmic Girls), Bae Jin-young (CIX) | [ 13 ]        |
| 11 de febrero de 2020  | 2 de febrero de 2021     | Juyeon (The Boyz), Sihyeon (Everglow), Kim Min-kyu              | [ 14 ] [ 15 ] |
| 2 de marzo de 2021     | 14 de diciembre de 2021  | Yeosang (Ateez), Kim Yo-han (Wei), Jihan (Weeekly)              | [ 16 ]        |
| 25 de enero de 2022    | Presente                 | Yeosang (Ateez), Kang Min-hee (Cravity), Kim Chae-hyun (Kep1er) | [ 17 ]        |